# میرنظام سجادی
میرنظام سجادی پژوهشگر ایرانی بود. او دورهٔ کارشناسی ارشد را در دانشگاه ایالتی میشیگان گذراند.

## جوایز
میرسجادی برای ترجمهٔ کتاب سیستم قیمت‌ها و تخصیص منابع تولیدی در سال ۱۳۵۱ برندهٔ جایزه سلطنتی کتاب سال شد.